# Filip Joos
Filip Joos (Dendermonde, 23 april 1973) is een Vlaams sportverslaggever, voetbalanalist en voetbalcommentator. Hij werkt sinds 1997 bij de sportdienst Sporza (zowel radio als tv) van de Vlaamse openbare omroep VRT.

## Televisie
Joos is vooral bekend van zijn rol als analist in het programma Extra Time, waarin de vorige speeldag besproken wordt met wekelijks nieuwe gasten uit het Belgisch voetbal. Joos gaf lange tijd telkens zijn eigen, aparte kijk op de voorbije speeldag in de vorm van een rubriek genaamd Kijk op de Week. Joos liet de kijkers zien welke frappante, veelal komische zaken hem zoal opvielen tijdens het afgelopen voetbalweekend. Soms toetste hij merkwaardige statistieken of andere eigenaardigheden aan feiten uit het verleden. De laatste twee seizoenen was Joos presentator van het programma.
Joos geeft ook commentaar bij voetbalwedstrijden uitgezonden door de openbare omroep VRT en is commentator bij wedstrijden in de Jupiler Pro League of buitenlandse voetbaltoppers voor Play Sports.

## Radio
Voor zijn werk op de radio kreeg Joos reeds twee prijzen:
- Beste Radiostem (2006)
- Gouden Stemvork (2008)

## Online
Sinds 2022 is Joos een vaste gast in de podcast 90 Minutes van Friends Of Sports. Hier wordt elke week het afgelopen voetbalweekend in binnen- en buitenland geanalyseerd. Deze podcast is tevens ook te bekijken op YouTube. Traditioneel wordt deze afgesloten met de rubriek 'Varia met Filip', waarin Joos allerlei fait divers die hem dat weekend zijn opgevallen, bespreekt met de andere analisten.

## Publicaties
In 2010 verscheen Joos' eerste boek, Ballenjongen. Het is een verzameling columns die hij schreef voor De Morgen. In 2012 kwam er een tweede boek met als titel Ballenjongen 2.
- Ballenjongen, Hannibal books, 2010, ISBN 9789081389440
- Ballenjongen 2, Hannibal books, 2012, ISBN 9789491376153
- Pleinvrees, Uitgeverij Polis, 2018, ISBN 9789463103244

## Privé
- Radiopresentatrice Ruth Joos is zijn zus.
- Samen met zijn vrouw heeft Joos twee Ethiopische kinderen geadopteerd.

## Trivia
- Joos is fan van de Italiaanse voetbalcompetitie Serie A. Hij overtuigde ooit zijn vader een schotelantenne te installeren om toch maar de wedstrijdverslagen ervan te kunnen zien.
- Joos speelde tot 2010 voetbal op lager niveau als spits bij onder andere vierdeklasser Lyra en eersteprovincialer Klauwaerts Kemzeke.